# Saudação lacrimosa

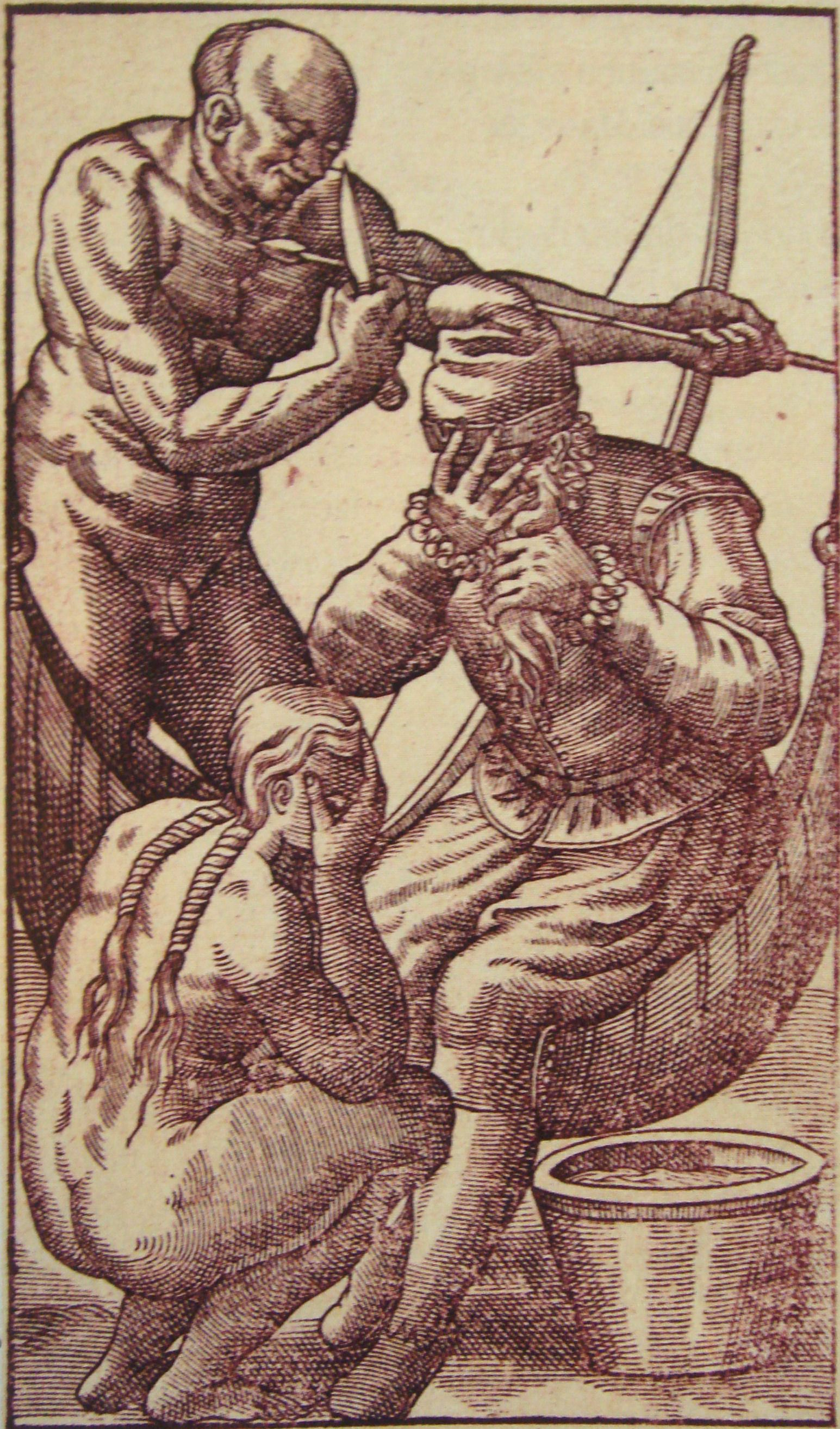
Saudação lacrimosa no livro francês História de uma viagem à terra do Brasil

A saudação lacrimosa é uma uma prática comum entre vários grupos indígenas das Américas. Documentada sobretudo entre os Tupinambás, ela envolve uma cerimônia chorosa quando um estrangeiro ou membro da tribo ausente chega à aldeia.

## Distribuição geográfica
A saudação chorosa na América do Sul limitou-se à região a leste dos Andes. Segundo Alfred Métraux, foi o povo Tupi quem difundiu esse costume. Na América do Norte, o hábito era bastante difundido na região entre as cabeceiras do rio Mississipi e a costa do Texas, especialmente entre o grupo Kaddö e os índios Sioux. Georg Friederici relatou ter encontrado evidências da saudação lacrimosa na América Central. Fora do continente americano, é observado nas Ilhas Andamão, na Austrália (em Queensland), e na Nova Zelândia.

## Descrição
Entre o povo Tupinambá, a saudação lacrimosa ocorria quando um estrangeiro ou membro da tribo ausente há mais de quatro dias se aproximava da moradia do anfitrião. O hóspede, ao chegar, deitava-se numa rede; posteriormente, as mulheres da casa reuniam-se em torno dele, abraçando-o, colocando as mãos nos seus ombros, pescoço e joelhos, e cobrindo-lhe o rosto com os cabelos. Agachadas, finalmente começavam a chorar, soluçando e recitando discursos em prosa rimada.
Segundo Claude d'Abbeville, elas diziam que o convidado era bem-vindo e deveria ser estimado. De acordo com Yves d'Évreux, elas também relembravam os ancestrais. Fernão Cardim afirmou que os envolvidos comentavam o que havia ocorrido enquanto estavam separados, imaginando as dificuldades que o hóspede poderia ter enfrentado no caminho. O convidado também tinha a obrigação de chorar, ou pelo menos cobrir o rosto e suspirar. O choro só cessava a pedido, o que, no entanto, seria considerado indelicado. Quando a prática finalmente terminava, ouviua-se uma saudação comum: “ ereîupe? " ("você veio?"). 
A saudação lacrimosa também foi descrita em vários outros grupos indígenas, como os Charruas no sul da América do Sul e os Lenguas do Paraguai. Entre os Guaranis, a prática era exatamente a mesma dos Tupinambás. Karl von den Steinen observou dois Jurunas se cumprimentando com lágrimas. Fritz Krause constatou a existência da saudação lacrimosa também entre os Carajás e os Kaiapós; os parentes, ao se encontrarem, ficavam em silêncio e evitavam se olhar por alguns minutos, e as mulheres choravam por um breve período. Os Oiampis, ao encontrarem alguém ausente há algum tempo, viravam as costas e permaneciam em silêncio por cerca de dez minutos, o que indica uma alusão ou vestígio da prática. As mulheres Jivaro cantam canções fúnebres quando recebem pessoas de fora.

## Interpretação
Georg Friederici interpreta a saudação lacrimosa como uma expressão de simpatia pelo convidado, que teria enfrentado perigos para visitar o anfitrião. Para Rafael Karsten, o costume seria uma expressão de dor causada pelas lembranças de parentes falecidos, despertadas pela visita. Alfred Métraux sugere alguma ligação com o culto dos mortos.